# Aculco (métro de Mexico)
Aculco est une station de la ligne 8 du métro de Mexico, située dans la délégation Azcapotzalco.

## La station
La station est ouverte en 1994.
L'icône de la station est une vague d'eau dans un canal, car le mot nahuatl Aculco signifie "lieu où l'eau tourbillonne". La station est nommée d'après la colonie Pueblo Aculco.